# Paestum
Paestum je latinsko ime grčko-rimskog grada u talijanskoj regiji Campania, te je kao spomenik povijesti i kulture zaštićen i dio je UNESCO-ove svjetske baštine Nacionalnog parka Cilento.

## Položaj
Paestum se nalazi sjeverno od grada Cilento (oko 700 m od obale Tirenskog mora i oko 80 km od grada Napulja) u pokrajini Salerno, i pripada općini Capaccio, službenog naziva Capaccio-Paestum. Paestum se nalazi na putu koji povezuje gradove Agropoli i Battipaglia, a njegovo stanovništvo se većinom nalazi u četvrtima oko drevnog grada: Santa Venere (na jugu, u blizini Licinella), Andreoli (sjeverno) i Torre di Paestum (zapadno uz more). Grad također ima i željezničku postaju na Kalabrijskoj željezničkoj pruzi Napulj-Salerno.

## Povijest
Paestum su osnovali koncem 7. stoljeća pr. Kr.kolonizatori iz grčkog grada Sibarisa, i izvorno se zvao Poseidonia. Osim nekoliko arheoloških ostataka, malo se zna o prvim stoljećima paestuma. Poznato je da se grad širio izgradnjom ulica, hramova i drugih objekata. Kovanje novca, arhitektura i modelirane votivne figure iz 6. i 5. stoljeća pr. Kr. navode na zaključak da se održavala bliska veza s gradom Metapontom. Grad je prvi put spomenut u analima kada su, prema Strabou, grad osvojili Lukanci. Iz arheoloških nalaza može se zaključiti kako su ove dvije kulture, Grčka i Oskanska, naučile surađivati i prosprerirati zajedno. Stanovnici grčko-talijanskog Poseidonia su stali na stranu Pira u njegovom ratu protiv Rimske Republike, te je nakon njihovog poraza 273. pr. Kr., grad pripao Rimljanima koji su ga prozvali Paestum. 
Tijekom Hanibalove invazije grad je ostao vjeran Rimu zbog čega je dobio mnoge benificije poput slobode kovanja vlastitog novca. Grad je nastavio napredovati za vrijeme Rimskog Carstva, no između 4. i 7. stoljeća osjetno je propao. U srednjem vijeku je napušten, vjerojatno zbog promjena u odvodnim kanalima što je cijelo područje pretvorilo u malarijom zagađenu močvaru. Njegove veličanstvene ruševine su zapazili tek u 18. stoljeću nakon otkrića drugih rimskih gradova (Pompeji i Herkulanej). Područje je potom isušeno i započela su arheološka iskapanja.
Dana 9. rujna, 1943. godine, Paestum je bio mjesto iskrcavanja 36. pješačke divizije Nacionale garde vojske SAD-a tijekom savezničke invazije na Italiju. Njemačke su odolijevale invaziji i uslijedile su snažne borbe u okolici grada koje su trajale devet dana nakon čega su se Nijemci povukli prema sjeveru. 
Moderni grad Paestum, koji se nalazi sjeverno uz arheološku lokaciju je popularno ljetno odmaralište s dugim pješčanim plažama.

## Znamenitosti
Grad se prostire na oko 120 hektara, od čega je istraženo oko 25 ha, dok je ostalih 95 ha privatno vlasništvo. Grad je okružen s 4,750 metara dugim gradskim zidinama (visine do 15 metara i oko 5-7 metara debljine) koje još uvijek stoje. Uz zidine se nalaze 24 kvadratična i okrugla tornja, od negdašnjih 28. Četiri tornja su srušena u 18. stoljeću kada se gradila cesta koja je arheološku lokaciju prepolovila na pola. Glavne znamenitosti grada su tri dorska grčka hrama iz prve polovice 6. stoljeća posvećeni grčkim božicama Heri i Ateni

### Herin (Venerin) hram
Herin hram u Paestumu je izgrađen oko 550. pr. Kr. i najstariji je grčki hram u Paestumu. Nakon što su ga arheolozi u 18. stoljeću greškom prozvali rimskom bazilikom, pronađeni su natpisi koji su otkrili da je u njemu štovana božica Hera. Kasnije je otkopan i još stariji Herin oltar (temenos) ispred hrama, što je bio običaj grčkog štovanja; tako su vjernici mogli prinijeti žrtvu svojoj božici a da ne ulaze u svetu celu.
Iza sjevernog zida hrama, na lokaciji Santa Venera, pronađene su malene votivne figure od terakote u obliku uspravnih ženskih figura (prva polovica 6. st. pr. Kr.) obučenih u polos, svečani veo anadolijskih i sirijskih božica. Slične takve neobične figure, neuobičajene za Sredozemlje, su pronađene u drugim svetištima u Paestumu tijekom iskapanja 1980ih godinaPrikaz golig ženskih figura je bio stran Grcima prije Praksitelove slavne Knidske Afrodite iz 4. stoljeća, što navodi da su ove figure imale veze s feničanskom božicom Astarte i Ciparskom Afroditom. Za vrijeme rimske vladavine, u hramu se štovala božica Venera.

### Herin (Posejdonov) hram
Obližnji, drugi Herin hram, koji je izgrađen oko 450. pr. Kr., je također pogrešno smatran za rimski Posejdonov hram (što se zadržalo u nekoj literaturi). Na njegovoj istočnoj strani vidljivi su ostaci dva oltara, jednog većeg i jednog manjeg. Manji su dodali Rimljani kada su veći morali presjeći kako bi izgradili cestu za rimski forum. Također je moguće da je hram izvorno bio posvećen božanskim supružnicima, dakle i Heri i Zeusu; na što navode neki darovi pronađeni kod većeg oltara.

### Hram Atene (Ceres)
Na najvišem mjestu u gradu, pomalo udaljen od drugih hramova, nalazi se Atenin hram iz oko 500. pr. Kr. Za njega su također pogrešno mislili kako je hram rimske božice Ceres. Njegova arhitektura pripada prijelaznom razdoblju iz dorskog u jonski stil. Tri srednjovjekovne kršćanske grobnice u njenom podu su dokaz da se hram jedno vrijeme koristio kao kršćanska crkva.
Sva tri grčka hrama su posljednjih godina obnavljana i popravljana. Posjetiteljima je dozvoljeno da priđu blizu, ali ne i da uđu u hram.